# Ōban Star-Racers
Ōban Star-Racers es un anime franco-japonés creado por Savin Yeatman-Eiffel, producida por Sav! The World Productions , Jetix Europe y France 3, en asociación con el estudio de animación japonés HAL Film Maker y Bandai Visual.

## Trama
La serie se desarrolla en el año 2082, en el cual la Tierra es invitada por El avatar, el ser más poderoso de la galaxia, para participar en la Gran Carrera de Oban, una carrera intergaláctica en la cual el ganador obtiene que se le conceda un deseo por parte de El avatar, que es capaz de realizar cualquier deseo posible. Debido a esto, El avatar interviene en una guerra entre la Tierra y los Crogs, para permitir que la tierra pueda prepararse para participar en la carrera.
Eva Wei, una estudiante de la tierra de 15 años, escapa de un internado para encontrar a su padre, Don Wei, el presidente de Wei Racing (en español: Carreras Wei), quién la había abandonado en un internado 10 años atrás y no la había ido a visitar desde entonces, esto a raíz de la pérdida de su esposa, Maya, considerada una de las mejores pilotos de todos los tiempos. Cuando Eva se encuentra con su padre este no la reconoce, como Eva no tiene el valor de decirle quién es ella toma el apodo de "Molly" y entra a trabajar en el taller mecánico de su padre.
Cuando Wei Racing es asignada por el gobierno de la Tierra para ser quién represente a la Tierra en la Carrera de Oban, Don Wei contrata a Rick Thunderbolt para que sea el piloto y a Jordan como su copiloto. En el momento en que el equipo va a partir Eva se cuela en la nave que los transportará. Durante la primera carrera una de las dos naves del equipo el Arrow one (en español: Flecha uno) se estrella, dejando a Rick incapacitado para volar, debido a que Jordan no era capaz de pilotar correctamente la nave el equipo decide renunciar, pero Eva roba la nave y compite con ella en la segunda carrera, logrando ganar y evitar que el equipo fuera descalificado, al final Don Wei decide dejar que Eva sea la piloto.
Eva se decide a ganar la carrera de Oban para obtener el premio y con él revivir a su madre para poder reunir a su familia.

## Creación y producción
Oban Star-Racers es una coproducción entre Francia y Japón. Originalmente el proyecto fue planeado como una producción totalmente francesa en producción CGI, la animación es multimedia mezclada, con personajes japoneses en 2D y sets producidos en Japón por el estudio japonés HAL Film Maker, y con naves en 3D producidas por el estudio Pumpkin 3D.
La idea de la serie de televisión nació luego de que Sav! the World lanzó una pequeña película titulada Molly Star Racer producida en parte por Sparx Animation Studios en 2001, hecho con un remix de las canciones de Ayumi Hamasaki. El tráiler enseñó una mezcla de animación en 3D y 2D, siendo el 3D la animación predominante. Mostró muchos de los personajes conocidos de la serie con diseños casi no terminados, como Jordan, Don Wei, Aikka, Satis, Toros, Sül, Ondai, Ning y Skun, Furter y Molly, compitiendo en lugares distintos dentro de las pistas que eran prototipos de las pistas que se verían más tarde en la serie. La película ganó en LEAF Awards en 2001, y fue nominada la mejor edición en los Imagina Awards en 2002.
La búsqueda por financiar la serie de televisión fue un largo proceso desde que Yeatman-Eiffel se negó negociar con un socio que tendría más control que el creador, así que Eiffel creó su propia compañía, Sav! The World Productions, para crear la serie sin tener ningún conflicto con inventores posesivos. Savin también estaba decidido a producir la serie en Tokio en colaboración con animadores japoneses. Esta fue la mejor elección según él, desde el punto de vista técnico y también lógica, en vista de sus propias inspiraciones que impulsaron la creación de la serie.
Savin Yeatman-Eiffel tuvo éxito involucrando a socios financieros importantes como Disney y Bandai sin renunciar a su control y elementos artísticos. Pero al final, le tomó un total de 9 años para completar la serie, pues el concepto fue creado en 1997, con producción inicial hecha en París en el año 2000, que después se hizo en Tokio en 2003. Mudándose a Japón junto con su equipo creador, trabajó mano a mano con el estudio de anime HAL Film Maker por casi 3 años hasta dar con finalizado el proyecto.
Mientras esto era la primera serie de televisión de Sav! The World, la compañía ha existido previamente como creador de varios cortometrajes (incluyendo el ya mencionado "Molly, Star Racer").

## Música
Los temas de apertura y cierre de "Ōban Star-Racers" fueron compuestos por Yoko Kanno (Macross Plus, Escaflowne y Cowboy Bebop), y la partitura musical está compuesta por Taku Iwasaki. La serie tiene una banda sonora oficial sólo disponible a través del sitio oficial que incluye versiones extendidas de "Chance to Shine" y otras canciones.
En la transmisión de Estados Unidos, el opening original fue reemplazado por una canción de rock titulada "Never Say Never", mientras que algunas transmisiones europeas presentaron una versión remix de Chance to Shine, pero sustituyeron el ending original por una versión instrumental del tema de apertura. De igual manera que la transmisión alemana y francesa usaron respectivamente una versión alemana y una versión francesa de "Chance to Shine". 
Openings
- "Chance to Shine" - AKINO from bless4
- "Chance to Shine" (Remix) - AKINO (Emisión europea de Jetix (fuera de Francia))
- "Never Say Never" - After Midnight Project (Emisión estadounidense)

Endings
- "Waratteta" (笑ってた?) - Sukoshi (Emisión internacional y estadounidense)
- "Chance to Shine" (Remix, Instrumental) - AKINO  (Emisión europea de Jetix)

## Reparto
| Personaje        | Doblaje original en francés | Doblaje original en japonés | Doblaje en España      | Doblaje en Latinoamérica |
| ---------------- | --------------------------- | --------------------------- | ---------------------- | ------------------------ |
| Eva "Molly" Wei  | Gabrielle Jeru              | Junko Noda                  | Mar Bordallo           | Ximena Marchant          |
| Don Wei          | Jérôme Keen                 | Unshō Ishizuka              | Juan Antonio Galvéz    | Carlos Carvajal          |
| Jordan Wilde     | Thomas Guitard              | Keiichirō Satomi            | Iván Jara              | Sergio Aliaga            |
| Rick Thunderbolt | Alexandre Coadour           | Junichi Suwabe              | Roberto Encinas        | Jorge Lillo              |
| Príncipe Aikka   | Rémi Caillebot              | Hiroaki Miura               | David Robles           |                          |
| Avatar           | Mathieu Barbier             | Banjō Ginga                 |                        | Julio González Littin    |
| Satis            | Nicolas Mead                | Masashi Hirose              | Eduardo Moreno         | Julio González           |
| Koji             | Vincent Latorre             | Yoshinori Fujita            | Jesús Alberto Pinillos | Carlos Díaz              |
| Stan             | Nicolas Mead                | Keisuke Fujii               | Jorge Saudinós         |                          |
| Maya Wei         | Sarah Bouché de Vitray      | Tomoko Kobashi              | Amparo Valencia        |                          |

El doblaje en Latinoamérica lo realizó DINT Doblajes Internacionales.